# 唐瑾
唐 瑾（とう きん、生没年不詳）は、西魏・北周の官僚・学者。字は子玉。本貫は北海郡平寿県。兄は唐陵。子は唐詮・唐令則ら。孫は唐大智（唐詮の子）・唐皎・唐臨ら。

## 経歴
唐永の次男として生まれた。性格は温厚謹慎で、度量があり、経書や史書を広く渉猟し、文章を作るのを好んだ。その身長は8尺2寸あり、容貌は魁偉であった。唐瑾は17歳のとき、宇文泰に召し出されて西魏の尚書員外郎・相府記室参軍事に任じられた。軍中の緊急の文書や檄文の多くは唐瑾の手によって書かれた。唐瑾は従軍して沙苑の戦いや河橋の戦いに参戦し、いずれも功績を挙げて、姑臧県子に封じられた。尚書右丞・吏部郎中を歴任した。当時は西魏が建国されたばかりで、唐瑾は朝廷の決まりや国の典章制度を草創する仕事に参与した。戸部尚書に転じ、位は驃騎大将軍・開府儀同三司に進み、宇文氏の姓を賜った。
ときに燕公于謹の勲功が高く、朝野の名望も重かったが、于謹は唐瑾が学問と品行を兼ね修めていると言って、唐瑾に同姓を与え、兄弟の契りを結びたいと宇文泰に願い出た。宇文泰はこれに感心して、唐瑾に勿忸于氏の姓を与えた。唐瑾はそこで于謹と深くつき合うようになり、長幼の序を重んじて于謹を上に立てた。いっぽう于謹も庭羅の子孫であったことから、弟姪の敬意を唐瑾に捧げた。唐瑾は臨淄県伯の爵位に進められ、吏部尚書に転じた。父が死去したため、唐瑾は職を辞して喪に服したが、ほどなく再び吏部尚書の事務に起用された。当時の西魏の6人の尚書はみな優秀な人物で、宇文泰は自ら人を得たものだと言い、六俊と号された。六俊のうちでは唐瑾が最も度量があるとみなされた。
554年（恭帝元年）、于謹が南征して南朝梁の江陵を攻撃すると、唐瑾はその下で元帥府長史をつとめた。于謹の軍中の謀略の多くは、唐瑾の案出したものであった。江陵が平定されると、捕らえられた南朝梁の貴族や官僚たちは下僕や奴隷に落とされた。唐瑾はかれらの才能や品行にわずかでも美点があれば、交渉してその者を解放させたので、唐瑾を頼って救済を得た者がたいへん多かった。南征軍が凱旋すると、諸将の多くは鹵獲した財物を私物化していたが、唐瑾はひとつとして取ることなく、ただ南方で得た書物を2台の車に載せて帰ってきた。ある人が「唐瑾は大きな輜重を持ち帰っており、ことごとく南朝梁の珍玩であります」と宇文泰に言った。宇文泰はその報告を信じなかったが、その虚実を明らかにしようと、人を派遣して調べさせたところ、ただ古典書籍があるばかりであった。宇文泰にとっては、唐瑾が私利を図るようなことをしないことは自明であったが、調べなければ他人にかけられた疑いを晴らすことはできないため、そのように計らったものであった。江陵を平定した功績を論じられて、唐瑾は爵位を公に進められた。
556年（恭帝3年）、六官が建てられると、唐瑾は礼部中大夫の位を受け、蔡州刺史として出向した。拓州（後の硤州）刺史を歴任し、いずれの任地でも儒教的教化を推し進めた。荊州総管府長史に転じた。入朝して吏部中大夫となり、御正や納言中大夫を歴任して、100日足らずで4つの職を転々とした。長らくして司宗中大夫の位を受け、内史を兼ねた。まもなく在官のまま死去した。小宗伯の位を追贈された。諡は懿といった。編著に『新儀』10篇があった。
孫の唐大智が後を嗣いだ。
唐瑾の次男の唐令則は、天和年間に斎馭下大夫として南朝陳への使節として立った。大象年間に官は楽部下大夫にいたった。隋に仕えて太子左庶子となったが、皇太子楊勇が廃位されると、連座して処刑された。

## 伝記資料
- 『周書』巻32 列伝第24
- 『北史』巻67 列伝第55
- 後周大宗伯唐瑾碑（趙明誠『金石録』巻23所収）